# Eleição para governador da Califórnia em 1966
A eleição para governador do estado da Califórnia em 1966 foi realizada em 8 de novembro daquele ano para eleger o governador da Califórnia. A eleição foi disputada entre o candidato democrata a reeleição Pat Brown e o ator republicano Ronald Reagan. Reagan mobilizou os eleitores conservadores e derrotou Brown.

## Resultados das primárias

### Primária democrata
| Candidat0                 | Votos     | %    |
| ------------------------- | --------- | ---- |
| Pat Brown                 | 1.355.262 | 51,9 |
| Sam Yorty                 | 981.088   | 37,6 |
| Carlton Benjamin Goodlett | 95.476    | 3,7  |
| Wallace J. Duffy          | 77.029    | 3,0  |
| Dale Alexander            | 43.453    | 1,7  |
| Ingram W. Goad            | 18.088    | 0,7  |

### Primária republicana
| Candidato            | Votos     | %    |
| -------------------- | --------- | ---- |
| Ronald Reagan        | 1.417.623 | 64,6 |
| George Christopher   | 675.683   | 30,8 |
| Warren Dorn          | 44.812    | 2,0  |
| William Penn Patrick | 40.887    | 1,9  |
| Joseph Maxwell       | 7.052     | 0,3  |

## Contexto
O governador Pat Brown era um democrata relativamente popular em um estado que, na época, tinha uma inclinação pró republicanos. Depois de ser reeleito  em 1962, quando venceu o vice-presidente republicano Richard Nixon, Brown foi fortemente considerado para ser candidato a vice-presidente de Lyndon Johnson na eleição de 1964, mas o senador Hubert Humphrey acabou sendo escolhido. No entanto, a popularidade de Brown começou a cair em meio aos tumultos de Watts e as manifestações iniciais contra a guerra do Vietnã na Universidade da Califórnia em Berkeley. Sua decisão de concorrer a um terceiro mandato como governador após prometer anteriormente que não iria fazê-lo também prejudicou sua popularidade. A diminuição de seu apoio foi evidenciado por uma dura batalha nas primárias democratas, o que normalmente não é uma preocupação para um candidato a reeleição. O prefeito de Los Angeles Sam Yorty recebeu 38% dos votos na primária enquanto Brown recebeu 52%, um número considerado muito baixo para um candidato a reeleição em uma eleição primária.
Os republicanos aproveitaram a súbita impopularidade de Brown para nomear um forasteiro político bem conhecido e carismático, o ator Ronald Reagan. Com Richard Nixon trabalhando incansavelmente nos bastidores e Reagan alardeando sua mensagem de campanha de lei e ordem, Reagan recebeu quase 2/3 dos votos na primária republicana contra George Christopher, ex-prefeito republicano moderado de San Francisco. Primeiramente o governador Brown fez uma campanha pouco intensa, declarando que governar o Estado era a sua maior prioridade. Como a vantagem de Reagan nas pesquisas aumentou, Brown começou a entrar em pânico e fez uma gafe quando disse a um grupo de crianças em uma escola que o ator John Wilkes Booth tinha matado o presidente Abraham Lincoln. A comparação de Booth com Reagan levou a campanha de Brown a ter uma queda ainda maior nas pesquisas. No dia da eleição, Reagan estava à frente nas pesquisas e era o favorito para vencer uma eleição considerada relativamente disputada. No entanto, Reagan venceu a eleição com uma diferença de quase um milhão de votos, surpreendendo até mesmo os seus apoiadores mais fiéis. Brown venceu em apenas três condados: Alameda, Plumas e San Francisco. Ele ganhou em Alameda por uma diferença de cerca de dois mil votos (0,5%) e em Plumas por cerca de mil votos (1,6%).